# 壬生駅
壬生駅（みぶえき）は、栃木県下都賀郡壬生町駅東町にある東武鉄道宇都宮線の駅である。駅番号はTN 33。

## 歴史
1984年（昭和59年）1月31日までは思川河川敷へ小倉川砂利線が接続しており、その名残りとして新栃木方には貨物ホーム跡が一部残っており、車内からも確認することができる。なお、野州大塚駅 - 当駅間には、1989年（平成元年）11月まで柳原信号場があり、同じく砂利採取を目的とした東武柳原線が思川河川敷へ延びていた。
- 1931年（昭和6年）8月11日 - 開業[1]。
- 1937年（昭和12年）5月14日 - 小倉川砂利線開業。
- 1984年（昭和59年）2月1日 - 小倉川砂利線廃止。

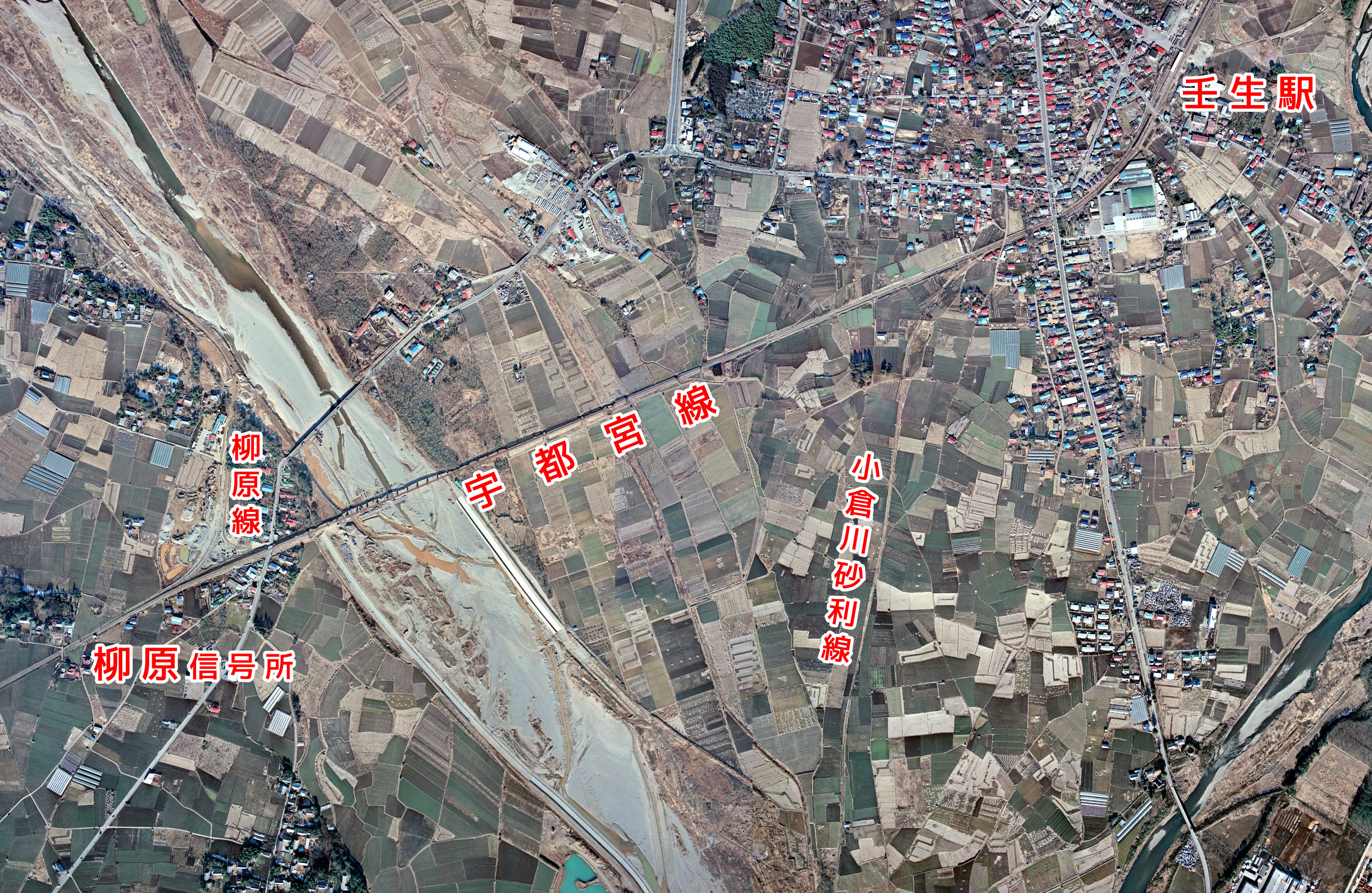
小倉川砂利線と柳原線（1975年） 帰属：国土交通省「国土画像情報（カラー空中写真）」 配布元：国土地理院地図・空中写真閲覧サービス

## 駅構造

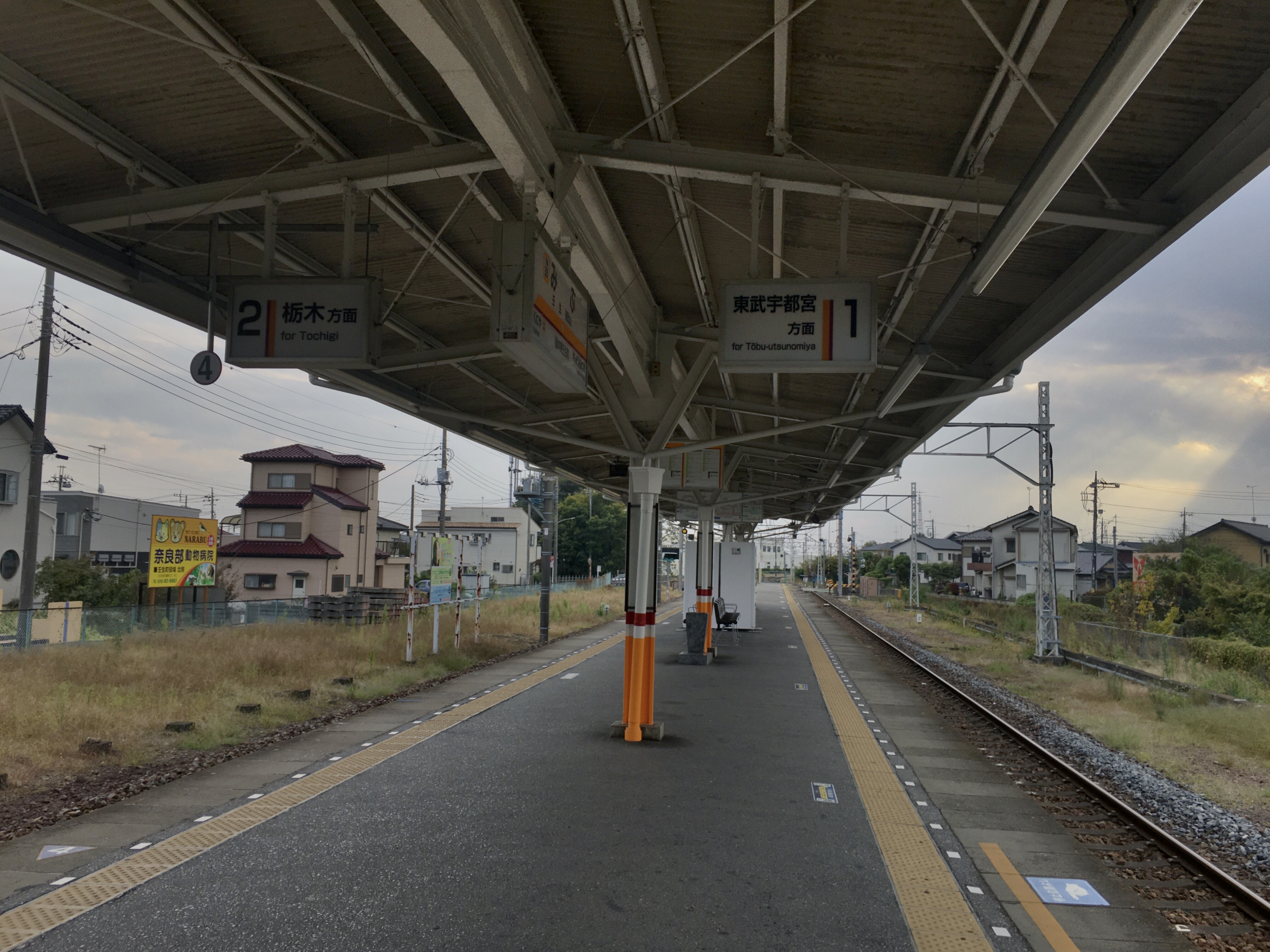
ホーム（2020年11月）

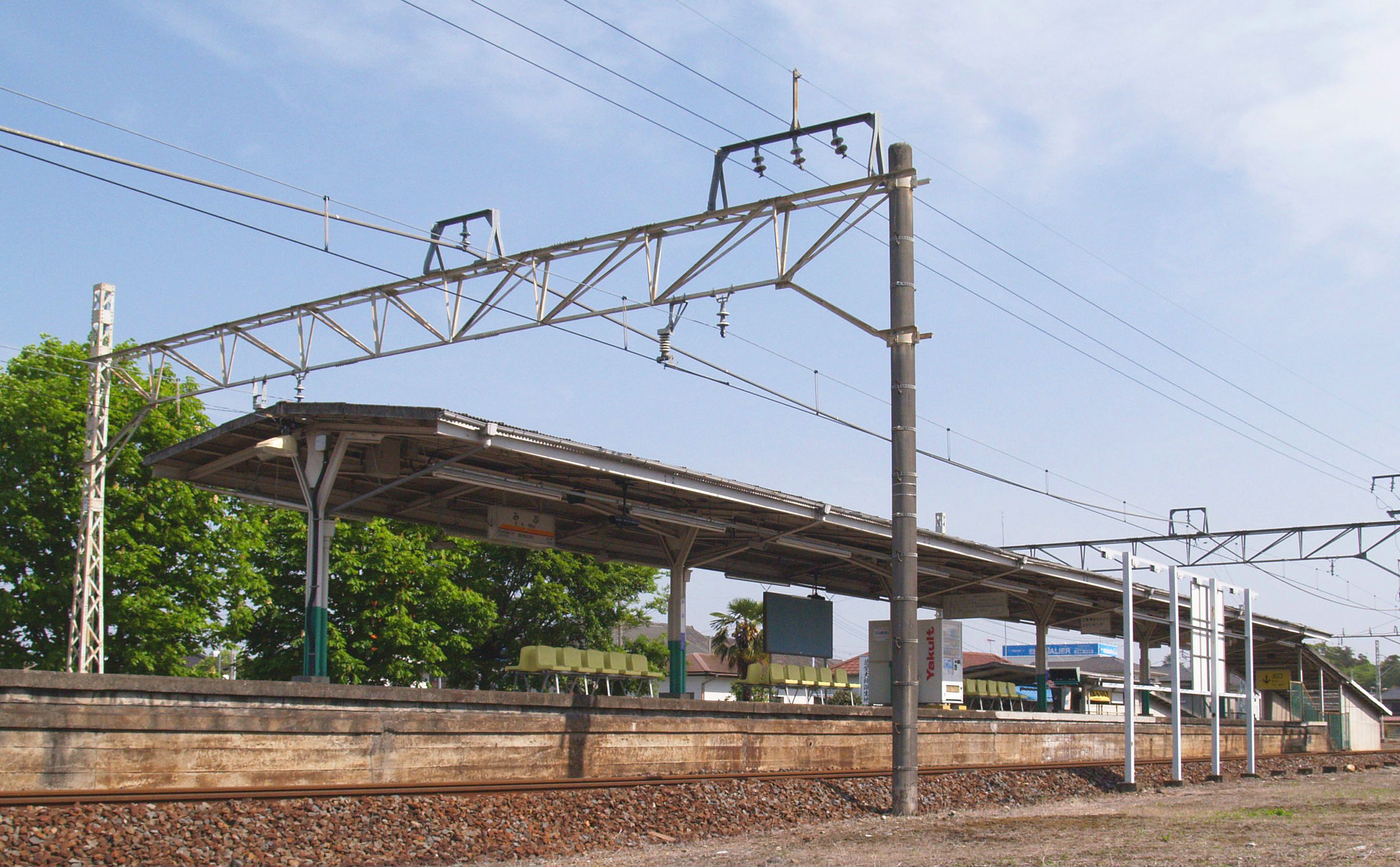
ホーム（2011年5月）

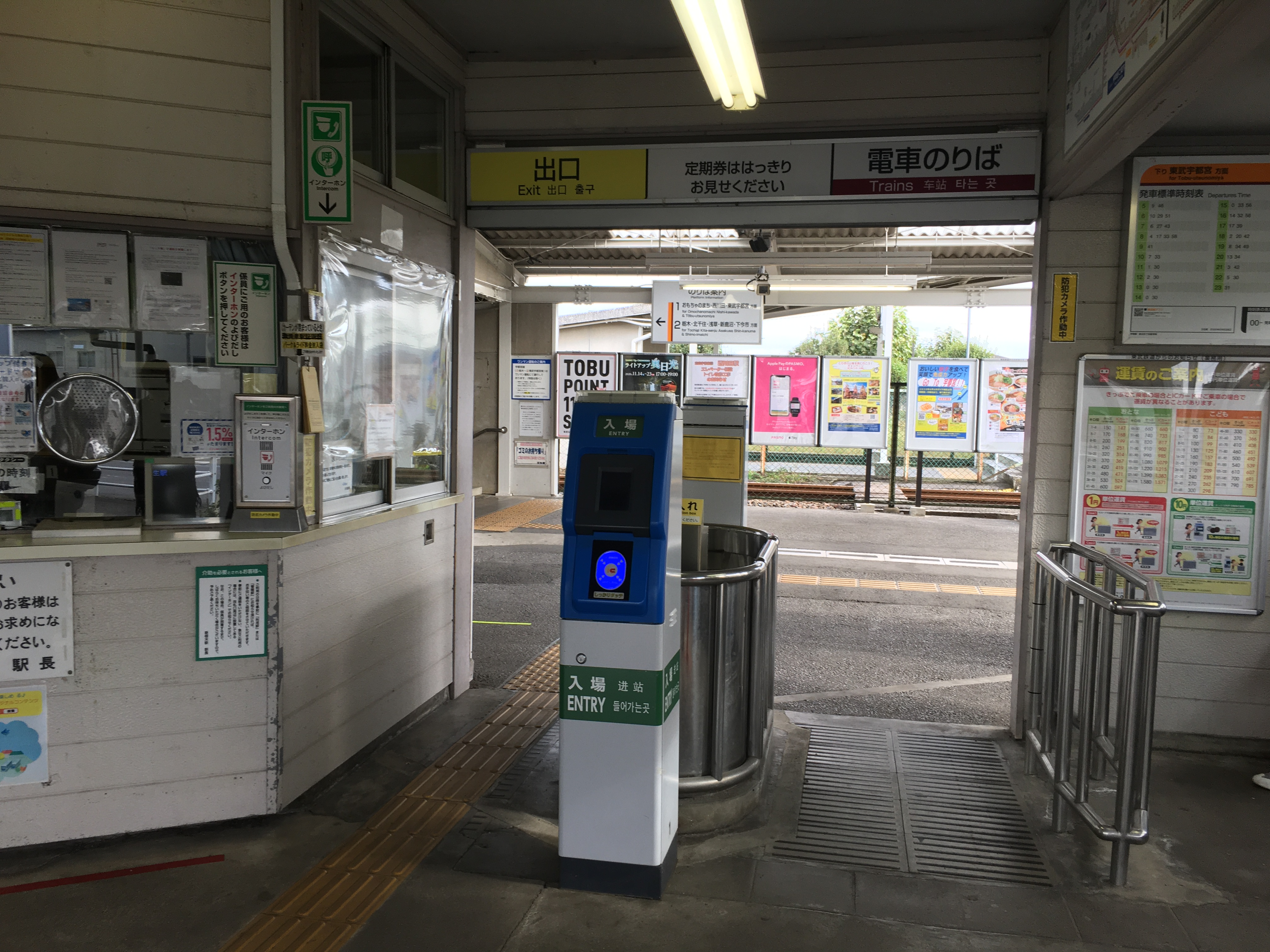
改札（2020年11月）

島式ホーム1面2線を有する地上駅。木造駅舎を有する。駅舎は線路の西側にあり、ホームとは地下道により連絡している。このほか、改札外には東西連絡地下道が設置されている。PASMO対応簡易ICカード改札機設置駅。
駅手前には「急行停車」の標識が設置されているが、実際に停車していたのは2006年（平成18年）3月に急行から格上げされ、2020年4月まで運行されていた特急「しもつけ」である。

### のりば
| 番線 | 路線     | 方向 | 行先             |
| ---- | -------- | ---- | ---------------- |
| 1    | 宇都宮線 | 下り | 東武宇都宮方面   |
| 2    | 宇都宮線 | 上り | 栃木・南栗橋方面 |

## 利用状況
2024年度の1日平均乗降人員は2,094人である。
近年の1日平均乗降人員および乗車人員の推移は下記の通り。
| 年度               | 1日平均 乗降人員 | 1日平均 乗車人員 | 出典       |
| ------------------ | ---------------- | ---------------- | ---------- |
| 2008年（平成20年） |                  | 1,194            |            |
| 2009年（平成21年） |                  | 1,097            |            |
| 2010年（平成22年） |                  | 1,063            |            |
| 2011年（平成23年） | 2,058            | 1,040            |            |
| 2012年（平成24年） | 2,139            | 1,081            |            |
| 2013年（平成25年） | 2,270            | 1,145            |            |
| 2014年（平成26年） | 2,307            | 1,165            |            |
| 2015年（平成27年） | 2,326            | 1,172            |            |
| 2016年（平成28年） | 2,281            | 1,152            |            |
| 2017年（平成29年） | 2,314            | 1,166            |            |
| 2018年（平成30年） | 2,314            | 1,164            |            |
| 2019年（令和元年） | 2,247            |                  |            |
| 2020年（令和02年） | 1,828            |                  |            |
| 2021年（令和03年） | 2,008            | 1,012            | [ 東武 3 ] |
| 2022年（令和04年） | 2,040            | 1,029            | [ 東武 4 ] |
| 2023年（令和05年） | 2,037            | 1,029            | [ 東武 5 ] |
| 2024年（令和06年） | 2,094            | 1,061            | [ 東武 1 ] |

## 駅周辺
周辺は壬生町の市街地であり、壬生町の行政・公共施設が点在する。
- 壬生町役場
- 城址公園
  - 壬生中央公民館
  - 壬生町立図書館
  - 壬生町立歴史民俗資料館
- 壬生寺
- 縄解地蔵尊
- 興生寺
- 雄琴神社
- 東雲公園
  - 壬生町ふれあい交流館
- 栃木県道121号壬生停車場線 - 栃木県道18号小山壬生線（蘭学通り）
- 栃木県立壬生高等学校
- 壬生中央町郵便局

## 路線バス
壬生駅西口のりば
- 壬生町コミュニティバス「みぶーぶ」安塚駅・国谷駅西口経由 壬生町役場行き／カスミ壬生店経由 壬生町役場行き

壬生駅東口のりば
- 壬生町コミュニティバス「みぶーぶ」壬生高校行き

## 隣の駅
東武鉄道
 宇都宮線
野州大塚駅（TN 32） - 壬生駅（TN 33） - 国谷駅（TN 34）

## その他
駅東口にはパークアンドライドを目的とした駐車場が設置されており、駐車後に駅係員へ申し出ると1日300円～500円で利用できる。